# Томас Карадзиас
Томас Димитриу Карадзиас (на гръцки: Θωμάς Δημητρίου Καρατζιάς) е гръцки революционер, деец на гръцката въоръжена пропаганда в Македония.

## Биография
Карадзиас е роден в западномакедонския град Сятища, тогава Османската империя, днес Гърция. на 25 май 1907 година се присъединява към гръцката въоръжена пропаганда в Македония и влиза като помощник в четата на съгражданина си Павлос Нерандзис (капитан Пердикас). Участва в сраженията при Лехово, Попадия, Лесковец - в последната заедно с Георгиос Диконимос (капитан Макрис), Панайотис Героянис и Николаос Андрианакис. Участва и в голямото сражение с турска войска между Бешище и Градешница за освобождаването на четата на Стоян Цицов.